# NGC 6593
NGC 6593 is een elliptisch sterrenstelsel in het sterrenbeeld Hercules. Het hemelobject werd op 10 juni 1864 ontdekt door de Duitse astronoom Albert Marth.

## Synoniemen
- MCG 4-43-18
- ZWG 142.30
- PGC 61617